# 黃著 (弘治進士)
黃著（1468年—？），字子誠，廣東順德縣人，軍籍，明朝政治人物。

## 生平
弘治二年（1489年）己酉科廣東鄉試第九名舉人。弘治十八年（1505年）中式乙丑科會試第一百十九名，三甲第十八名進士。授福建安溪縣知縣，為政寬平。三年改直隶扬州府泰興縣知县，升户部主事、郎中。

## 家族
曾祖黃祐廣；祖父黃□□；父黃□□，母尹氏；繼母馮氏。具庆下。